# Ribes columbianum
Ribes columbianum är en ripsväxtart som beskrevs av Alwin Berger. Ribes columbianum ingår i släktet ripsar, och familjen ripsväxter. Inga underarter finns listade i Catalogue of Life.